# 艾达，怎么了？
2020年上映的波斯尼亚战争片，由亚斯米拉·日巴尼奇制片、执导兼编剧，12个国家共同参与制作。影片入选第77屆威尼斯影展主竞赛单元，获提名第93届奥斯卡金像奖最佳国际影片奖。

## 剧情
1995年7月11日，曾任学校老师的联合国翻译员艾达·塞尔马纳吉奇身處塞族共和国军占领的斯雷布雷尼察，赶在当地军人屠戮黎民百姓前夕救出家人。影片伊始，艾达在联合国上校汤姆·卡雷曼斯与斯雷布雷尼察市长的会议上做翻译。卡雷曼斯向与会组织承诺，如果来犯的塞族军队违反联合国之前下发的最后通牒，联合国和北约会发动空袭，斯雷布雷尼察会划为“安全区”。市长沮丧地向他透露，拉特科·姆拉迪奇的塞族军队已经在攻击他们的城市，質疑聯合國無法保護他們，让会谈陷入僵局。
艾达的丈夫尼哈德以及两个儿子哈姆迪亚和塞乔就在逃难的队伍中，他们来到附近的联合国難民營寻求庇护，數量高達千餘人。塞乔提早進入營地，但聯合國生怕營地無法負荷於是關閉入口，尼哈德與哈姆迪亚仍受困於營地外的難民隊伍，其中不乏他們的朋友和邻居。卡雷曼斯想尽办法联络上联合国的上級們，请求下令空袭，结果发现他們都無暇回應，姆拉迪奇得以率军队浩浩荡荡进入斯雷布雷尼察。姆拉迪奇提出與聯合國和談，要求他們選出三位市民代表，為了讓家人得到庇護，艾达跟卡雷曼斯说尼哈德是高中校長受过良好教育，可以帮助他和姆拉迪奇谈判，卡雷曼斯讓士兵趁著晚上將她的家人帶進來。
隔天，尼哈德和另外两个代表出席了联合国和塞族军队的谈判，姆拉迪奇谈起条件，说会提供巴士跟汽油，讓物資緊缺的联合国得以將平民护送下去到安全地带，交換條件是不得出現任何反抗力量。在营地前，艾达惊讶地发现之前的学生竟然加入了姆拉迪奇的军队。学生要她说出哈姆迪亚和塞乔的去向，她谎称两个人逃进附近的树林。另一邊，塞族軍人為了搜查聯合國是否藏匿波士尼亞士兵，意圖進入營地，法蘭肯少校將此事通報給卡雷曼斯，卡雷曼斯最終屈服于姆拉迪奇的提議。塞族軍隊進入營地兇惡地搜查平民是否有武器，姆拉迪奇也開始發放食物，大肆宣傳塞族軍隊會保障難民的安全。發放完食物後，姆拉迪奇下令“撤离”所有难民，将所有男性与老弱婦孺分開運送，卡雷曼斯厲聲抗議原定計畫應該是讓聯合國制定完撤退計畫後才決定難民的去向，姆拉迪奇以聯合國效率太差為由無視他的意見。在撤離行動中，有聯合國士兵目睹零星男性難民被帶至偏僻處槍決，艾达也目睹一位運載完難民的大巴司機瑟瑟發抖，她開始懷疑難民們被帶走後會發生不測。艾達向卡雷曼斯透露她的擔憂，上校卻落魄地躲在房間裡不願回應。法蘭肯要求她繼續配合塞族軍隊，艾达将联合国的虚假承诺翻译给难民听。
艾达意识到尼哈德、哈姆迪亚和塞乔正处于非常危险的境地，打算用尽一切必要手段保护他们，於是將家人藏匿在聯合國部隊的辦公室。聯合國部隊開始準備撤退，家人中只有艾達作為聯合國翻譯可隨營地撤離，她聯繫同事將丈夫與兒子的姓名打在聯合國員工名單上，然而，她无法拿到假的身份证件。法蘭肯少校隨後將她家人的名字從名冊上畫掉，艾達闖進指揮部請求少校重新考慮，少校草率地敷衍。她請求營地醫生朝两个儿子的腿开枪，让他们撤离到医院，醫生拒絕，因為所有医疗运输车在抵达醫院前都失去聯繫，傷患很可能都被塞族軍隊劫走。艾達甚至想將家人藏匿在倉庫的機械當中，仍被聯合國士兵找出。就在最後一辆巴士準備接走她的家人時，艾达跪下哭求法兰肯少校保护他们，法兰肯却说只有尼哈德能留下来，因为他先前當過平民代表出席過停戰會議。艾達請求能不能至少再让其中一位儿子留下，法兰肯拒绝了。尼哈德不忍拋下兒子，只好陪着他們被軍隊帶走，留下伤心欲绝的艾达。尼哈德、哈姆迪亚和塞乔与其他男人一起被载到一座學校里，遭机关枪处决。
多年以后，艾达回到斯雷布雷尼察曾經的家中，如今房子的主人是一个塞尔维亚的家庭，她问女主人有没有找到她家人的遺物，對方將剩餘的遺物歸還給艾達。艾达強忍憤怒，要女人赶紧搬走，便转身离开。她在楼梯碰到一位曾參與驅逐行動的塞族軍官，对方正是那位女士的丈夫。之後，艾達来到政府主持的大屠殺罹難者搜索中心，此處遺体鉴定工作正在进行。她在满是骨骸和旧物的房间里行走，終於透過衣服辨認出儿子們的遺體，泪水夺眶而出。影片末尾，艾达成為一位小學教師，教導学校的孩子们表演音乐剧，台下的家長既有塞族平民、曾經的軍人，也有當年營地的波士尼亞生還者，艾達露出複雜的笑容。

## 阵容
- 雅丝娜·久里契奇（英语：Jasna Đuričić） 饰 艾达·塞尔马纳吉奇（Aida Selmanagić）
- 伊祖丁·巴伊罗维奇（英语：Izudin Bajrović） 饰 尼哈德·塞尔马纳吉奇（Nihad Selmanagić），艾达丈夫
- 鲍里斯·伊萨科维奇（英语：Boris Isaković） 饰 拉特科·姆拉迪奇上校
- 约翰·海登伯格（英语：Johan Heldenbergh） 饰 汤姆·卡雷曼斯（英语：Thom Karremans）将军
- 雷蒙德·蒂里（英语：Raymond Thiry） 饰 罗伯·弗兰肯少校（Major Rob Franken）
- 鲍里斯·里尔（Boris Ler）饰 哈姆迪亚·塞尔马纳吉奇（Hamdija Selmanagić），艾达儿子
- 迪诺·巴伊罗维奇（Dino Bajrović）饰 塞乔·塞尔马纳吉奇（Sejo Selmanagić），艾达儿子
- 赖诺·布瑟梅克（Reinout Bussemaker）饰 罗本博士上校（Colonel Dr. Robben）
- 犹达·戈斯林加（Juda Goslinga）饰 鲁顿中尉（Lieutenent Rutten）
- 耶莱娜·科尔迪奇·库雷特（Jelena Kordić Kuret）饰 沙米拉（Chamila）
- 利雅得·格沃兹登（Rijad Gvozden）饰 穆哈兰姆（Muhaream）
- 埃米尔·哈季哈菲兹贝戈维奇（英语：Emir Hadžihafizbegović） 饰 约卡（Joka）
- 埃迪塔·马洛维奇（英语：Madita） 饰 维斯娜，约卡妻子
- 特恩·路易克斯（英语：Teun Luijkx） 饰 明杰斯上尉（Captain Mintjes）
- 乔斯·布劳尔斯（Joes Brauers）饰 博杜安（Boudwijn）
- 埃尔敏·布拉沃（英语：Ermin Bravo） 饰 市长
- 索尔·文肯（Sol Vinken）饰 士兵拉默特（Soldier Lammerts）
- 米查·赫尔斯霍夫（Micha Hulshof）饰 德·汉少校（Major De Haan）
- 阿尔班·乌卡伊（英语：Alban Ukaj） 饰 塔里克（Tarik）
- 阿明·西加米亚（英语：Ermin Sijamija） 饰 拉洛维奇（Lalović）

## 发行
影片于2020年9月3日在第77屆威尼斯影展全球首映，2020年9月13日在2020年多倫多國際影展放映。2021年2月，Super LTD买下影片在美国的发行权，2021年3月5日在美国线上影院发行，3月15日登陆流媒体平台。

## 评价

### 专业评价
汇总媒体烂番茄根据75条评论为影片打出100%的新鲜度，平均得分8.8/10。网站共识写道：“《艾达，怎么了？》通过描绘一名女性悲痛的情感挣扎，生动展现战争造成的毁灭性人员伤亡”，在該網站被評選為2021年度第四高評價的有限上映電影。Metacritic根据16条评论打出97/100的平均分，表示“普遍好评”，本片同時是Metacritic的2021年度前50名佳片排行榜中最高分的電影，被Metacritic評為年度最佳國際長片兼最佳電影。
《新政治家》的瑞安·吉尔比（Ryan Gilbey）评论：“日巴尼奇用久里契奇的表演作为引擎，把事实打造成一部有说服力、制作严谨的电影，充满悬念，如同定时炸弹那样的惊悚片。”IndieWire的裘德·德瑞（Jude Dry）认为“日巴尼奇直面暴力和战争给人类带来的深重罪孽”。《卫报》彼得·布拉德肖（Peter Bradshaw）表示，“25年过去了，是时候回顾斯雷布雷尼察的恐怖了。凭借着敏锐的同情心和坦率的态度，日巴尼奇做到了这一点。”
《综艺》的洁西卡·蒋（Jessica Kiang）认为影片“不算历史修正主义”，“《艾达，怎么了？》是在展现原汁原味的历史，重新聚焦受害者在邪恶风暴前夜的困境。这场风暴不只大屠杀本身，还包括更大范围下制度失灵、国际社会漠不关心的罪恶。”《泰晤士报》的凯文·马赫（Kevin Maher）认为影片是“	亚斯米拉·日巴尼奇最具煽动性、最有诚意的电影作品”，指导演“给斯雷布雷尼察幸存者仍然承受负担添上令人不安的结局”。
2023年3月，本片在爛蕃茄發表「270部由21世紀女性執導的電影佳作」清單榜上有名。

### 奖项
2020年9月，波斯尼亚选送《艾达，怎么了？》角逐第93屆奧斯卡金像獎最佳國際影片獎。影片入选15部电影的短名单。2021年3月15日，影片正式获得该奖项提名。影片还获得第50届鹿特丹影展观众奖和2021年哥德堡电影节最佳国际电影奖提名。在第36屆獨立精神獎上，影片获得最佳外國影片獎。2021年3月，影片在第74届英国电影学院奖赢得最佳外语片提名，导演日巴尼奇赢得最佳导演提名。2021年12月，影片在第34届欧洲电影奖赢得最佳影片奖，日尼巴奇赢得最佳导演奖，雅丝娜·久里契奇赢得最佳女主角奖。